# Phleger Dome
Phleger Dome är en bergstopp i Antarktis. Den ligger i Västantarktis. Inget land gör anspråk på området. Toppen på Phleger Dome är 3 343 meter över havet.
Terrängen runt Phleger Dome är bergig åt nordväst, men åt sydost är den kuperad. Phleger Dome är den högsta punkten i trakten. Trakten är obefolkad. Det finns inga samhällen i närheten.